# Карлинское (городской округ город Ульяновск)
Карлинское — село на реке Свияге в городском округе город Ульяновск Ульяновской области России. Расположено в 9 километрах от основной части города.
Население 2505 чел. (2010) .

## Название
В 1648 году на строительство Симбирской черты с Карлинской черты были присланы более 300 конных казаков, которые были разделены на 3 части и были посланы на разные участки черты, для строительства слобод. Поэтому на черте появились три одноимённых слобод, которые для различия назвали: «Карлинская Слобода на Гуще» (ныне Карлинское (Майнский район)), Карлинская Слобода на Урене (ныне Урено-Карлинское) и Карлинская Слобода под городом Симбирск (ныне Карлинское).

## История
В 1648 году, с Карлинской черты, что проходила вдоль речки Карла, близ города Буинска, были переведены 100 конных казаков, которые поселились в девяти верстах Симбирска. Так и начал свое существование «Куралов городок карлинских переведенцев» (так слободу именуют в старинных грамотах). Карлинская подгородная казачья слобода, или «Куралов городок», — одно из нескольких десятков военных поселений, возникших в середине ХVII столетия при сооружённой в 1647—1654 годах Симбирско-Карсунской засечной черте. С 1708 года селение получило название Карлинская слобода. Казаки получили на пашню 2120 четвертей земли и 1000 десятин покосов.
Первая церковь во имя святого Михаила Архангела была построена в Карлинской слободе в 1654 году. Существует предание, что в 1652 году была дана благословенная грамота на строительство церкви на два престола, по челобитию из Симбирска конных казаков Флорки Алексеева с товарищами. На её месте в 1767 году построили новую деревянную церковь — в честь Покрова Пресвятые Богородицы.
В 1780 году село Покровское Карлинская слобода, при озере, пахотных салдат, вошло в состав Симбирского уезда Симбирского наместничества.
В 1861 году село Карлинское относилось к Сельдинской волости Симбирскому уезду Симбирской губернии.
Вторую каменную церковь, в честь Покрова Пресвятые Богородицы, была построена в 1890—97 гг. на средства прихожан. Её освятил 1 ноября 1898 года преосвященный Никандр (Молчанов), епископ Симбирский и Сызранский. Согласно клировой ведомости 1917 года, в приходе церкви числилось 580 мужчин и 763 женщины, раскольников (Спасово согласие) 12 мужчин и 11 женщин, сектантов (Австрийская секта) 1 мужчина и 1 женщина.
В «Списках населенных мест Симбирской губернии» о селе Карлинском имеются такие данные:
- 1859 год — село при р. Свияге, 12 верст от уездного города, 38 верст от становой квартиры (полицейского управления), 92 двора — 492 мужского пола, 570 женского, православная церковь[7];
- 1880 год — от становой квартиры 43 версты, 203 двора — 512 мужского пола, 571 женского, 1 церковь;
- 1897 год — 1 церковь, 1 школа, 239 дворов — 645 мужского пола, 684 женского;
- 1913 год — Карлинское, село, население русское, жителей 600 мужчин и 730 женщин, церковь, земская школа.

Частной землевладелицей была вдова унтер-офицера Марья Николаевна Беспалова, получившая землю по завещанию мужа, выкупившего свой надел.
Первая школа в селе была открыта в 1863 году. По данным 1879 года в школе обучалось 33 ученика православного вероисповедания (29 мальчиков и 4 девочки), все русские, 31 ученик из крестьянского сословия, 2 из духовного звания. Местных жителей — 31 учащийся, 2 мальчика из близлежащих деревень. При школе имелись библиотеки: фундаментальная и учительская. Школа содержалась на деньги от земства — 90 рублей и от сельского общества — 201 рубль.
С 1917 года село Карлинское вошло в состав Карлинского сельского совета.
В 30-е годы решением общего собрания крестьян села Карлинское была образована сельскохозяйственная артель «Красный август».
С 1933 по 1946 годы артель подчинялась Ульяновскому районному земельному отделу. С образованием в 1946 году в составе Ульяновской области Ишеевского района, артель перешла в подчинение Ишеевскому райземотделу. В артели имелись четыре производственные бригады. Артель занималась выращиванием и обработкой зерновых и бобовых культур и овощей.
В годы Великой Отечественной войны жители села уходили на фронт громить врага. В память о погибших воинах-земляках на площади в центре села установлен памятник.
В послевоенные годы в селе был образован совхоз «Карлинский», в который вошли также села Баратаевка, Сельдь и Мостовая.
В 1969 году в селе был открыт Дом культуры, двухэтажное здание, второй этаж которого был отдан под библиотеку. В связи с приездом Брежнева (в 1970 г., на открытие Ленмемориала), была построена дача в стиле советского модерна. Она до сих пор сохранилась и называется «дача Брежнева», хотя он там не был и провёл в Ульяновске всего несколько часов.
С 1973 года по 1980 год в местном детском саду работала воспитателем будущий политик Кузьмичёва Екатерина Ивановна.
В местном ДСО «Урожай» начал заниматься хоккеем с мячом будущий чемпион мира Логинов Юрий Алексеевич.
В 1975 году школа переехала из старого деревянного здания в новое двухэтажное типовое.
19 августа 1983 года Указом ПВС РСФСР населённому пункту возникшему на территории Карлинского сельсовета, присвоено наименование — Новосельдинский.
До 1988 года село входило в Ульяновский район Ульяновской области (районный центр Ишеевка). В 1988 году у села Карлинское начинается новый исторический период: решением Ульяновского областного Совета народных депутатов Карлинский сельсовет и само село вошли в состав Ленинского районного Совета народных депутатов Ульяновска.
В 2014 году в селе построили центральный водопровод и канализационную систему. МУП «УльГЭС» выполнил ремонтные работы по восстановлению действующего уличного освещения с заменой ламп и светильников.
27.10.2014 года село Карлинское отметило 365-летний юбилей.

## Население
| 2010 |
| ---- |
| 2505 |

- В 1648 году — 100 конных казаков[4];
- В 1780 году 206 пахотных солдат[6];
- Во время генерального межевания (1795 г.) в слободе было 102 двора пахотных солдат (264 муж. и 272 жен.)[4];
- 1859 год — 92 двора — 492 мужского пола, 570 женского, православная церковь[7];
- 1880 год — 203 двора — 512 мужского пола, 571 женского, 1 церковь;
- 1897 год — 239 дворов — 645 мужского пола, 684 женского;
- В 1900 году — в 174 дворах — 678 м и 707 ж.[5];
- В 1903 году — здесь 239 дворов (645 муж. и 684 жен.)[4];
- 1913 год — жителей: 600 мужчин и 730 женщин;
- В 1917 году, в приходе церкви числилось 580 мужчин и 763 женщины, раскольников (Спасово согласие) 12 мужчин и 11 женщин, сектантов (Австрийская секта) 1 мужчина и 1 женщина.

## Известные люди
- Пономарев, Аркадий Фёдорович — Герой Социалистического Труда (1976), комбайнер совхоза «Карлинский», Ульяновский район[11].
- Морозов Сергей Иванович — экс-губернатор жил в селе[12][13].

## Предприятия
- Агроиндустриальный парк Dega-Ульяновск[14], создан на базе совхоза «Карлинский».

## Инфраструктура
- Карлинская средняя школа. Основана в 1863 году как народное училище[9].
- Детский сад «Колобок».
- Стадион «Урожай».
- Амбулатория.
- Почтовое отделение.
- Магазин сети «Пятёрочка».

## Достопримечательности
- Памятник-ансамбль «Участникам ВОВ»[15].
- Памятник односельчанам, погибшим в боях за Родину в годы Великой Отечественной войны (Центральное кладбище с. Карлинское, юго-западнее села)[16].
- Покровская церковь. Каменная церковь Покрова Пресвятой Богородицы была построена прихожанами в 1890—1897 годах. Прежде в селе была деревянная церковь Покрова, существовавшая с 1767 по 1900 год. Состоит из высокого пятиглавого храма и трех-ярусной колокольни, объединённых в одно здание объёмом трапезной, равной храму по ширине. Входит в список Культурного наследия Ульяновской области по городу Ульяновску под номером 317[17][18][19][20][21][22][23][24][25][26].
- Поселение «Карлинское III» и «Карлинское IV» — памятники археологии государственного значения[27];

- Село Карлинское. Покровская церковь.
- Храм в Карлинском.
- Храм в Карлинском.
- Храм в Карлинском.

## Транспорт
В 1,4 километрах к западу от села проходит федеральная трасса А151.
Железнодорожная станция «188 километр».
Автобус № 31.